# Oblatos de Santo Ambrósio

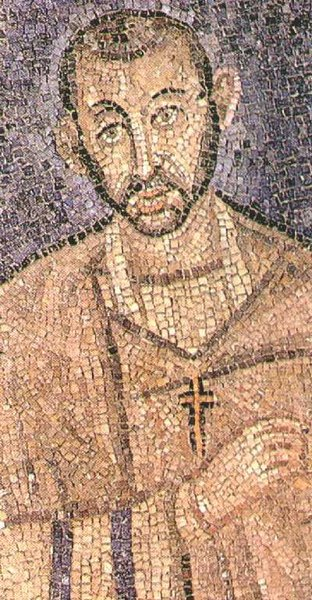
Santo Ambrósio bispo de Milão

Oblatos de Santos Ambrósio e Carlos ou Oblati dei Santi Ambrogio e Carlo (em latim Congregatio Oblatorum Sanctorum Ambrosii et Caroli) são uma associação de sacerdotes seculares e leigos da Arquidiocese de Milão fundada por São Carlos Borromeo. Os membros da associação usam a sigla O.Ss.C.A.

## História
A congregação foi fundada em Milão pelo arcebispo Carlos Borromeo em 1578, mas a instituição já havia começado a se projetar em 1570. Era formada por sacerdotes diocesanos especiais vinculados por dois votos, o de obediência ao bispo e permanência no instituto: constituía-se num corpo de voluntários que estava sempre disponível para o bispo, bem formados e dispostos a assumir difíceis missões e encargos, mesmo em caso de emergência. Eles foram empregados para a direção dos seminários e, mais importante, para a pregação de missões ao povo.
O seu nome deriva de oblação, que é um especial oferecimento que se faz a alguém, no caso ao bispo de Milão. Originariamente eram denominados simplesmente de Oblatos de Santo Ambrósio mas em 1611 o cardeal Federigo Borromeo acrescentou a este título a referência ao fundador. A sua sede original era próxima à Igreja do Santo Sepulcro de Milão; em 1928 a casa matriz foi transferida para a atual sede na "via Settala".
Carlos Borromeo havia se inspirado na Confederação do Oratório de São Filipe Néri fundada em Roma por Filipe Néri: a Constituição religiosa dos Oblatos de Santo Ambrósio foi elaborado por Agostino Valier e pelo barnabita Carlo Bascapè, depois bispo da Diocese de Novara. Após uma experimentação prática de dois anos e o exame por uma comissão para qual foram chamados a fazer parte Filipe Néri e Felice de Cantalice, a regra foi promulgada em 13 de setembro de 1581. Os oblatos não eram vinculados ao voto de pobreza e nem levam vida em comum, por isto não podem ser considerados "religiosos" no sentido estrito do termo no direito canônico da Igreja Católica.
Foram suprimidos por Napoleão Bonaparte em 1810; na época da restaução o cardeal Carlos Gaetano Gaisruck opos-se ao seu ressurgimento. Foram restaurados pelo Arcebispo Romilli em 1854. A sua espiritualidade, que não está ligada a nenhuma escola particular, mas se apresenta com fortes elementos inacianos.

## Organização
A Congregação é atualmente organizada em quatro grupos denominados família:
- Os Oblatos Missionários de Rho, nascidos em 1714 por obra deGiorgio Maria Martinelli e dedicam-se especialmente à pregação de retiros espirituais, exercícios espirituais e de missões populares. Os seus maiores espoentes são os cardeais Angelo Ramazzotti e Eugenio Tosi e o bispo Ernesto Piovella;
- Os Oblatos Vigários, fundados em 1875 para assumir a suplência de paróquias vacantes: aprovados por Andrea Carlo Ferrari em 24 de janeiro de 1908, o cardeal acrescentou à finalidade principal mais este encargo o da direção dos santuários diocesanos;
- Os Oblatos Diocesanos (o grupo mais numeroso) são sacerdotes com o ofício mais estável na diocese (administração das paróquias e ensino). Em 1931o cardeal Alfredo Ildefonso Schuster confiou-lhes a direção dos seminários e dos colégios diocesanos, dei collegi diocesani; vieram a ser reformados pelo arcebispo cardeal Montini em 1956;
- Os Oblatos Leigos (ditos Oblatinos), fundados em 1932 pelo arcebispo Schuster. São leigos que emitem votos temporários de castidade e obediência. Originalmente se dedicavam só ao serviço administrativo, engermagem e técnico, no seminário e nos institutos diocesanos, mas depois do Concílio Vaticano II, iniciaram a colaboração na obra missionária da Igreja de Milão. A sua sede fica em Seveso.

Em 1980 os Missionarios de Rho eram 17, os Vigários 24, e os Diocesanos cerca de 160 e os Oblatinos cerca de 60.